# Dolžan
Dolžan je priimek več oseb:
- Ana Dolžan (*1992), violinistka, koncertna mojstrica SF
- Angel Dolžan (1839 - 1906), izdelovalec orgel
- David Dolžan, matematik, prof. FMF
- Drago Dolžan, fotograf
- Franc Dolžan (1881 - ?), šolnik, naravoslovec, geolog, mineralog
- Franc Dolžan (1927 - 2019), župnik
- Irena Dolžan, (zborovska) pevka sopranistka
- Janez Dolžan (1910 - 1984), knjigotržec, knjigarnar, antikvar
- Janez Dolžan (*1938), veterinar, fiziolog
- Janko Dolžan (1883 - 1949), pravnik, banovinski inšpektor za bolnišnice in zdravilišča, publicist
- Jernej Dolžan (1815 - 1880), duhovnik, nabožni pisec in pisatelj, narodni buditelj
- Jure Dolžan, pianist
- Luka Dolžan, glasbenik saksofonist
- Tatjana Dolžan Eržen (*1961), etnologinja, muzealka
- Vita Dolžan, biokemičarka, prof. MF, vodja Inštituta za biokemijo in molekularno genetiko